# Bastegölen (Lemnhults socken, Småland)
Bastegölen är en sjö i Vetlanda kommun i Småland och ingår i Emåns huvudavrinningsområde. Sjön är 5,9 meter djup, har en yta på 0,021 kvadratkilometer och är belägen 258 meter över havet.